# Gran Premio Ciclista La Marsellesa
El Gran Premio Ciclista La Marsellesa (oficialmente: Grand Prix Cycliste La Marseillaise; también llamado simplemente: Gran Premio La Marsellesa) es una carrera ciclista profesional francesa de un día que se disputa en los alrededores de Marsella, en el mes de enero o principios de febrero, inaugurando tradicionalmente el año ciclista en Europa. De ahí el término antaño utilizado de Ouverture (Apertura). Sin embargo, en los últimos años se le han adelantado tanto la Florencia-Pistoia como el Giro de Reggio Calabria.
Creada en 1980 hasta 1991 se llamó Gran Premio La Marsellesa; después, hasta 2008, se llamó Gran Premio Ouverture La Marsellesa; pasando de nuevo a partir de 2009 a su denominación inicial incluyendo el término "Ciclista": Gran Premio Ciclista La Marsellesa. Desde la creación de la Copa de Francia de Ciclismo, en 1992, ha estado integrada en esa competición; y desde la creación de los Circuitos Continentales UCI en 2005 forma parte del UCI Europe Tour, dentro de la categoría 1.1. 

## Palmarés
| Año                                 | Ganador                | Segundo              | Tercero                |
| ----------------------------------- | ---------------------- | -------------------- | ---------------------- |
| Gran Premio La Marsellesa           |                        |                      |                        |
| 1980                                | Léo van Vliet          | Patrick Friou        | Frits Pirard           |
| 1981                                | Jan Bogaert            | Pascal Poisson       | Patrick Hosotte        |
| 1982                                | Bernard Hinault        | Ad Wijnands          | Pierre-Henri Menthéour |
| 1983                                | Jan Raas               | Cees Priem           | Erich Maechler         |
| 1984                                | Eddy Planckaert        | Gilbert Glaus        | Pascal Jules           |
| 1985                                | Charly Mottet          | Walter Planckaert    | Paul Haghedooren       |
| 1986                                | Eddy Planckaert        | Vincent Barteau      | Jürg Bruggmann         |
| 1987                                | Johnny Weltz           | Jean-Claude Colotti  | Paul Watson            |
| 1988                                | Ad Wijnands            | Teun van Vliet       | Adrie van der Poel     |
| 1989                                | Thierry Claveyrolat    | Guido Winterberg     | Ronan Pensec           |
| 1990                                | Etienne De Wilde       | Carlo Bomans         | Hendrik Redant         |
| 1991                                | Edwig van Hooydonck    | Pierre Dewailly      | Herman Frison          |
| Gran Premio Ouverture La Marsellesa |                        |                      |                        |
| 1992                                | Edwig van Hooydonck    | Eddy Seigneur        | Gilles Delion          |
| 1993                                | Didier Rous            | Eddy Seigneur        | Armand de Las Cuevas   |
| 1994                                | Gilles Delion          | Wilfried Nelissen    | François Simon         |
| 1995                                | Stéphane Hennebert     | Nico Mattan          | Gianluca Pianegonda    |
| 1996                                | Fabiano Fontanelli     | Ján Svorada          | Andréi Chmil           |
| 1997                                | Richard Virenque       | Gilles Bouvard       | Ján Svorada            |
| 1998                                | Marco Saligari         | Richard Virenque     | Viacheslav Dzhavanián  |
| 1999                                | Frank Vandenbroucke    | Jens Voigt           | Frédéric Bessy         |
| 2000                                | Emmanuel Magnien       | Lauri Aus            | Christophe Bassons     |
| 2001                                | Jakob Piil             | Nicolaj Bo Larsen    | Florent Brard          |
| 2002                                | Xavier Jan             | Aleksandr Bocharov   | Cyril Dessel           |
| 2003                                | Ludo Dierckxsens       | Magnus Bäckstedt     | Stefano Casagranda     |
| 2004                                | Baden Cooke            | Jo Planckaert        | Fabio Baldato          |
| 2005                                | Nicki Sørensen         | Vladímir Gúsev       | Daniele Masolino       |
| 2006                                | Baden Cooke            | Philippe Gilbert     | Anthony Geslin         |
| 2007                                | Jeremy Hunt            | Mijaíl Ignátiev      | Staf Scheirlinckx      |
| 2008                                | Hervé Duclos-Lassalle  | Frederik Veuchelen   | Ryder Hesjedal         |
| Gran Premio Ciclista La Marsellesa  |                        |                      |                        |
| 2009                                | Rémi Pauriol           | Thomas Voeckler      | Yuri Trofímov          |
| 2010                                | Jonathan Hivert        | Johnny Hoogerland    | Samuel Dumoulin        |
| 2011                                | Jérémy Roy             | Sylvain Georges      | Romain Feillu          |
| 2012                                | Samuel Dumoulin        | Marco Marcato        | Arthur Vichot          |
| 2013                                | Justin Jules           | Samuel Dumoulin      | Thomas Damuseau        |
| 2014                                | Kenneth Vanbilsen      | Baptiste Planckaert  | Samuel Dumoulin        |
| 2015                                | Pim Ligthart           | Kenneth Vanbilsen    | Antoine Demoitié       |
| 2016                                | Dries Devenyns         | Thibaut Pinot        | Baptiste Planckaert    |
| 2017                                | Arthur Vichot          | Maxime Bouet         | Lilian Calmejane       |
| 2018                                | Alexandre Geniez       | Odd Christian Eiking | Lilian Calmejane       |
| 2019                                | Anthony Turgis         | Romain Combaud       | Tom Van Asbroeck       |
| 2020                                | Benoît Cosnefroy       | Valentin Madouas     | Tom Devriendt          |
| 2021                                | Aurélien Paret-Peintre | Thomas Boudat        | Bryan Coquard          |
| 2022                                | Amaury Capiot          | Mads Pedersen        | Francisco Galván       |
| 2023                                | Neilson Powless        | Valentin Ferron      | Brent Van Moer         |
| 2024                                | Kevin Geniets          | Alex Baudin          | Kévin Vauquelin        |
| 2025                                | Valentin Ferron        | Vincent Van Hemelen  | Francisco Galván       |

Nota: Las ediciones desde 1980 a 1995 y las ediciones 1997 y 1999 fueron amateur.

## Palmarés por países
| País           | Victorias |
| -------------- | --------- |
| Francia        | 20        |
| Bélgica        | 12        |
| Países Bajos   | 4         |
| Dinamarca      | 3         |
| Australia      | 2         |
| Italia         | 2         |
| Reino Unido    | 1         |
| Estados Unidos | 1         |
| Luxemburgo     | 1         |